# Премия Ахмада Бакри
Премия Ахмада Бакри (индон. Penghargaan Achmad Bakrie) вручается в Индонезии выдающимся деятелям и организациям в различных областях.

## История
Основана в 2003 году в честь основателя холдинговой компании «Бакри Груп» Ахмада Бакри (H. Achmad Bakrie; 1916—1988). Присуждается Фондом Ахмада Бакри совместно с Институтом Свободы и группой масс-медиа VIVA и вручается ежегодно 17 августа в день годовщины провозглашения независимости Индонезии.  
Первоначально премия вручалась только деятелям в области литературы и общественных наук. В 2005 году добавились деятели в области медицины, в 2007 году — деятели науки и техники. 
По состоянию на 2018 год премию получили 72 человека и 3 организации. Премия составляет 250 млн индонезийских рупий. Лауреат получает также кубок и сертификат. 

## Случаи отказа от премии
В 2010 году от получения премии отказались поэт Ситор Ситуморанг и бывший министр образования (1978—1983) Дауд Юсуф. В 2011 году литератор Гунаван Мохамад вернул премию, полученную в 2004 году. В 2012 году от премии отказался литератор Сено Гумира Аджидарма, в 2016 году — поэт Афризал Мальна. 
Свои поступки они объясняли тем, что компания «Бакри Груп», которая осуществляет добычу угля, загрязняет окружающую среду и не заботится о благосостоянии шахтёров.

## Лауреаты премии

### 2016 год
Иога Лоханда — работник архива, Институт молекулярной биологии Эйкмана, Данни Хилман Натавиджая — физик, Рино Р. Мукти — химик.

### 2017 год
Сайфул Муджани — политолог, Тераван Агус Путранто — врач, Эбит Г. Аде — музыкант, Надим Макарим — предприниматель.

### 2018 год
Салим Х. Саид (политолог), Айю Утами (писательница), Ферри Искандар (химик), «Букалапак» (компания электронной коммерции).

## Галерея

Лауреат 2003 года поэт Сапарди Джоко Дамоно
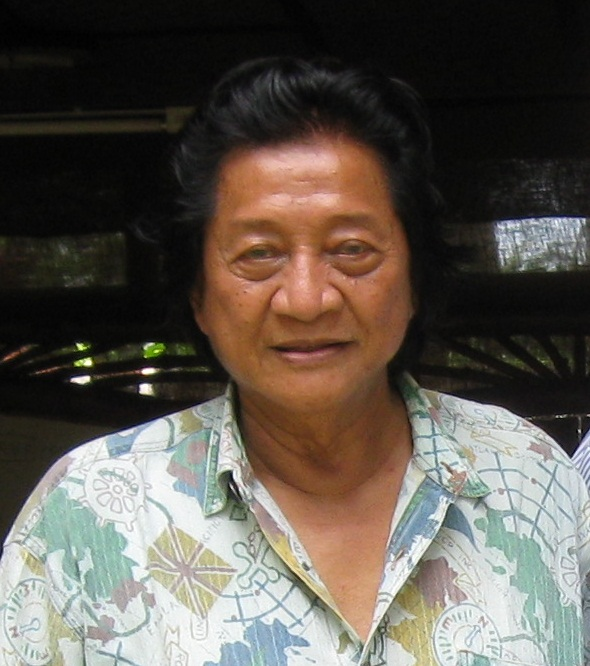
Лауреат 2005 года поэт Рендра, Виллибрордус
Лауреат 2007 года писатель Путу Виджая
Лауреат 2008 года поэт  Сутарджи Калзум Бахри
Лауреат 2018 года писательница Айю Утами